# Charles Wheatstone
Sir Charles Wheatstone (ur. 6 lutego 1802 w Gloucester, zm. 19 października 1875 w Paryżu) – angielski wynalazca, laureat Medalu Copleya.
W 1834 r. został mianowany profesorem filozofii eksperymentalnej w londyńskim Kolegium Królewskim. W 1868 r. nadano mu tytuł szlachecki. W 1868 otrzymał Pour le Mérite za Naukę i Sztukę

## Wynalazki Wheatstone'a
- Koncertyna angielska – instrument muzyczny
- Mostek Wheatstone'a
- Stereoskop zwierciadlany
- Wczesna wersja mikrofonu
- Szyfr Playfair (od nazwiska Lyona Playfaira, który go spopularyzował)

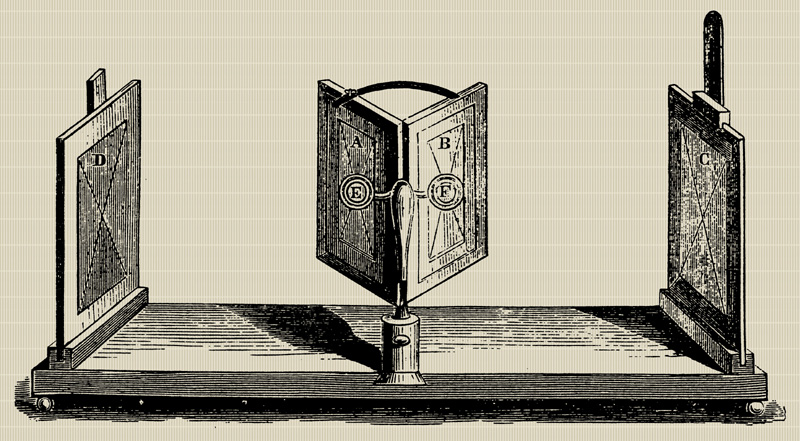
Stereoskop zwierciadlany Wheatstone'a

- Pierwszy elektryczny telegraf